# Сан-Сісто (кардинальський титул)
Сан-Сі́сто — кардинальський титул і титулярна церква.

## Історія титулу
Титул Крешчентіане (лат. Crescentianae) вперше згадується Римським синодом 1 березня 499 р. Він має зв'язок з базилікою Крешчентіана, яка згадується Liber Pontificalis, як заснована папою св. Анастасієм І (399–401) і скоріш за все була названа на честь жінки, яка дала гроші на її будівництво. Дослідники Дюхесне і Кірсч згодні з тим що саме з нього пізніше з'являється титул Сан-Сісто, але Крістофорі вважає, що титул Сан-Сісто виник з титулу Тіґріде, що був скасований папою Григорієм І Великим бл. 600 р.
Згідно з каталогом П'єтро Малліо, складеним у понтифікат Олександра ІІІ (1159–1181), титул Сан-Сісто був приєднаний до Базиліки Святого Павла за мурами, де і мали служити месу його священики.

## Церква
Пізніше в Базиліку Крешчентіане було перейменовано на Сан-Сісто Веккіо в зв'язку з тим, туди були перенесені мощі св. Сікста ІІ з Катакомб св. Калліста в VI ст. Церква була відбудована папою Іннокентієм ІІІ на початку XIII ст. В 1218 або 1219 році її віддали Домініку де Гусману, де його обрали головою заснованого ним ордену Домініканців. Нею і зараз опікуються сестри-домініканки.
В 1724–1730 роках церкву реставрували за наказом Бенедикта XIII. Від середньовічної будівлі залишилась лише дзвіниця та апсида. Роботи проводились під керівництвом Філіппо Рагуціні.

## Кардинали
• Роман (494–?)

• Бассо (590–?)

• Боніфацій (?)

• Фелікс (603–?)

• Донат (761–?)

• Бенедикт (964-бл. 993)

• Лев (993–бл. 1012)

• Петро (1012–бл. 1037)

• Петро (1037–бл. 1060)

• Паоло Джентілі (1088–1099)

• Сігізмондо старший (1099-бл. 1100)

• П'єтро Модол'єнзе (1100–бл. 1117)

• Сігізмондо молодший (бл. 1117–?)

• Арно де Віллемюр, O.Can.S.A. (1350–1355)

• Ніколас Роселл, О. Р. (1356–1362)

• Саймон Ленгхем (1368–1373)

• Лука Родольфуччі де Джентіле (1378–1389)

• Леонардо Россі (або де Гріфоніо, де Гіффоно, або де Рубеїс), O.Min. (1378–1407)-псевдокардинал антипапи Климента VII

• Бл. Джованні Домінічі, О. Р. (1408–1419)

• Хуан Казанова, О. Р. (1432–1436)

• Хуан де Торквемада, О. Р. (1440–1446)

• П'єтро Ріаріо, O.F.M. (1471–1475)

• Педро Ферріц (1476–1478)

• П'єр де Фуа мол. (1485–1490)

• Паоло Фреґозо (Кампофреґозо) (1490–1498)

• Жорж д'Амбуаз (1498–1510)

• Акілле Грассі (1511–1517)

• Томмазо де Віо, О. Р. (1517–1534)

• Ніколаус фон Шонберг, O.P. (1535–1537)

• Джанп'єтро Карафа (1537–1541)

• Хуан Альварез-і-Альва де Толедо (1541–1547)

• Шарль ІІ де Бурбон-Вандом (1549–1561)

• Філібер Бабу де ла Бурдаз'єр (1561–1564)

• Уго Бонкомпан'ї (1565–1572)

• Філіппо Бонкомпан'ї (1572–1586)

• Єжи Радзивілл (1587–1600)

• Альфонсо Вісконті (1600–1608)

• Джамбаттіста (Джованні Баттіста) Лені (1608–1618)

• Франсіско Ґомес де Сандоваль-і-Рохас (1621–1625)

• Лаудівіо Закхія (1626–1629)

• Агостіно Ореджі да Санта-Софія (1634–1635)

• Джанкарло де Медічі (1644–1645)

• Доменіко Чекхіні (1645–1656)

• Джуліо Роспільйозі (1657–1667)

• Джакомо Роспільйозі (1668–1672)

• Вінченцо Марія Орсіні де Гравіна, О. Р. (1672–1701)

• Ніколо Спінола (1716–1725)

• Агостіно Піпіа, О. Р. (1725–1729)

• Луї-Антуан де Ноайль (1729)

• Франческо Антоніо Фіні (1729–1738)

• Вінченцо Людовіко Готті, О. Р. (1738–1742)

• Луїджі Марія Лучіні, О.Р (1743–1745)

• Карло Вітторіо Амадео делле Ланце (1747–1758)

• Джузеппе Агостіно Орсі, О. Р. (1759–1761)

• Джованні Моліно (1769–1773)

• Хуан Томас де Боксадорс-і-Суреда де Сан-Мартін, О. Р. (1775–1780)

• Жан-Марі-Ан-Антуан де Латіль (1829–1839)

• Гаспаре Бернардо П'янетті (1840–1862)

• Філіппо Марія Гвіді, О. Р. (1863–1872), за сумісництвом (1872–1877)

• Лучідо Марія Парокхі (1877–1884)

• Камілло Сіціліано ді Ренде (1887–1897)

• Джузеппе Антоніо Ермінджильдо Пріско (1898–1923)

• Ашіль Льєнар (1930–1973)

• Октавіо Антоніо Берас Рохас (1976–1990)

• Ігнатій Кун Пін Мей (1991–2000)

• Мар'ян Яворський (2001–2020)